# نضج
نضج((نُ) [ع .] (اسم مصدر) رسیدگی، پختگی.) (به انگلیسی: Elaboration) پختگی عقل به معنی رسیدن به مرحله رشد است و پختگی رأی و نظر به معنی استحکام و استواری یافتن آن است. پختگی معرفت عبارت است از شمول و جامعیت آن نسبت به تمام عملیات فکری که داده‌های حس و تجربه را به صور عقلی تبدیل می‌کند. در روان‌شناسی وظایف نضج، در مقابل وظایف کسب، مانند احساس و وظایف حفظ، مانند حافظه، قرار دارد.